# فلوريان باوكانساود
فلوريان باوكانساود (15 فبراير 1981 في فرنسا - ) (بالفرنسية: Florian Boucansaud)‏ هو لاعب كرة قدم فرنسي في مركز الدفاع. لعب مع نادي تروا ونادي غويونيون ونادي كاين وFC Montceau Bourgogne ‏.

## وصلات خارجية
- فلوريان باوكانساود على موقع رابطة كرة القدم الفرنسية للمحترفين (الإنجليزية)
- فلوريان باوكانساود على موقع قاعدة بيانات كرة القدم.إي يو (الإنجليزية)
- فلوريان باوكانساود على موقع Soccerway.com (الإنجليزية)
- فلوريان باوكانساود على موقع عالم كرة القدم.نت (الإنجليزية)